# Valentin Novikov (cestista)
Valentin Sergeevič Novikov (in russo Валентин Сергеевич Новиков?; Jakutsk, 2 settembre 1989) è un ex cestista russo.

## Palmarès
- VTB United League: 1

Chimki: 2010-11